# Liste des préfets de la Haute-Garonne

Logo du préfet de la région Occitanie

Le préfet de Haute-Garonne est de 1964 à 2016 aussi préfet de la région Midi-Pyrénées et depuis 2016 aussi préfet de la région Occitanie.

## Premier Empire
| Période                            | Période          | Identité                                                      | Fonction précédente | Observation |
| ---------------------------------- | ---------------- | ------------------------------------------------------------- | --- | --- |
| 7 germinal an VIII (28 mars 1800)) | 4 avril 1806     | Joseph-Étienne Richard (dit Richard de la Sarthe) (1761-1834) | Député au Conseil des Cinq-Cents. | Préfet de la Charente-Inférieure (1806-1814, 1815), préfet du Calvados (1815).                                                      |
| 23 juillet 1806                    | 25 mars 1813     | Antoine Desmousseaux de Givré (1757-1830)                     | Membre du Tribunat, préfet de l'Ourthe (1800-1806),                                                                                   | Nommé préfet de la Somme non installé, puis nommé préfet de l'Escaut (1813-1814), représentant d'Eure-et-Loir durant les Cent-Jours |
| 6 mai 1813                         | 15 novembre 1814 | Alexandre Etienne Hersant-Destouches (1773-1826)              | Chef du bureau particulier et du bureau d’échanges du directeur de la caisse d’amortissement, sous-préfet, préfet du Jura (1809-1813) | Préfet d'Indre-et-Loire (1814-1815), préfet de Seine-et-Oise (1816), maître des requêtes au Conseil d'État                          |

## Première Restauration
| Période         | Période                  | Identité                            | Fonction précédente                                           | Observation |
| --------------- | ------------------------ | ----------------------------------- | ------------------------------------------------------------- | --- |
| 9 novembre 1814 | 4 avril 1815 (démission) | Louis de Sainte-Aulaire (1778-1854) | Chambellan de Napoléon (1809), préfet de la Meuse (1813-1814) | Député (1815, 1818, 1822, 1827), pair de France (1829, exclu en 1830), ambassadeur de France à Rome (1831), à Vienne (Autriche) (1833-1842) |

## Cent-Jours
| Période      | Période         | Identité                                        | Fonction précédente | Observation |
| ------------ | --------------- | ----------------------------------------------- | --- | --- |
| 6 avril 1815 | non installé    | Alexandre Théodore Victor de Lameth (1782-1850) | Préfet de la Somme | Préfet de la Somme depuis le 15 juillet 1814, il est nommé préfet de la Haute-Garonne le 6 avril 1815 : la décision reste sans suite et il demeure dans la Somme. |
| 1er mai 1815 | 16 juillet 1815 | Achille Libéral Treilhard (1785-1855)           | Auditeur au Conseil d'État, secrétaire général de la Seine, préfet du Montserrat, préfet des Bouches-de-l'Èbre, préfet du Gers (1815) | Préfet de la Seine-Inférieure (1830), préfet de Police (1830), conseiller à la cour d’appel de Paris.                                                             |

## Seconde Restauration
| Période         | Période          | Identité                                 | Fonction précédente | Observation |
| --------------- | ---------------- | ---------------------------------------- | --- | --- |
| 23 juillet 1815 | 9 août 1815      | Charles Antoine de Limairac (1770-1847)  | Conseiller de préfecture de la Haute-Garonne (1811) sous-préfet de Toulouse (juillet - août 1814) | nommé par le duc d'Angoulême, annulé par l'Empereur Député de Haute-Garonne, préfet de Tarn-et-Garonne (1822-1827), préfet du Vaucluse (1827-1828)                                                                            |
| 13 août 1815    | 29 mars 1817     | Auguste Laurent de Rémusat (1762-1823)   | Préfet du palais, premier chambellan de l’Empereur, surintendant des théâtres. | nommé par Louis XVIII le 12 juillet 1815, il arriva à Toulouse le 19 juillet 1815 mais dut céder la place à Limairac nommé par le duc d'Angoulême. Il reprit ses fonctions le 13 août 1815. Nommé préfet du Nord (1817-1822). |
| 29 mars 1817    | 10 novembre 1823 | Louis Marie de Saint-Chamans (1779-1824) | Auditeur au Conseil d'État, préfet de l'Isère (sans suite), préfet de Vaucluse (1815-1817). | |
| 5 décembre 1823 | 7 décembre 1828  | Victor Le Clerc de Juigné (1783-1871)    | Préfet du Cantal (1818-1820), préfet du Cher (1820-1823) | Préfet du Doubs (1828-1829), préfet d'Indre-et-Loire (1829-1830) |
| 7 décembre 1828 | 14 août 1830     | Emmanuel Camus du Martroy (1786-1843)    | Auditeur au Conseil d'État, préfet de la Creuse (1810-1814), maître des requêtes au Conseil d'État, préfet de l'Ain (1815-1820), préfet du Puy-de-Dôme (1820-1823), préfet des Ardennes (1823) non-acceptant. | Remplacé après les Trois Glorieuses |

## Monarchie de Juillet(1830-1848)
| Période          | Période          | Identité                         | Fonction précédente                       | Observation |
| ---------------- | ---------------- | -------------------------------- | ----------------------------------------- | --- |
| 28 août 1830     | 12 novembre 1835 | Jacques Barennes                 | Conseiller de préfecture de la Gironde    | Départ pour raison de santé |
| 12 novembre 1835 | 23 juillet 1837  | Achille François Bégé            | Préfet de l’Hérault                       | Nommé préfet de l'Eure, non acceptant. Retourne (1838) à la préfecture de l'Hérault                                                        |
| 23 juillet 1837  | 20 octobre 1838  | Jean Baptiste Onfroy de Bréville | Préfet de Vaucluse                        | Préfet des Vosges, sans suite. Nommé (1838) préfet de la Somme                                                                             |
| 2 décembre 1838  | 29 juin 1841     | Joseph Paul Marc Floret          | Préfet de l'Hérault                       | Sera (1842) député de l'Hérault |
| 29 juin 1841     | 14 juillet 1841  | Jacques-Alphonse Mahul           | Directeur général de la police            | Révoqué ; député de l'Aude |
| 14 juillet 1841  | 19 juillet 1841  | Pierre Henri Édouard Bocher      | Préfet du Gers                            | Préfet provisoire chargé d'une mission de maintien de l'ordre Maître des requêtes au conseil d'État Préfet du Calvados ; député ; sénateur |
| 19 juillet 1841  | 14 avril 1842    | Maurice Jean Duval               | Préfet de la Loire-Inférieure (1832-1840) | Commissaire extraordinaire, préfet provisoire                                                                                              |
| 14 avril 1842    | 25 février 1848  | Napoléon Joseph Léon Duchâtel    | Préfet des Basses-Pyrénées                | Conseiller d'État, pair de France. |

## Préfets et commissaires du gouvernement de la Deuxième République (1848-1851)
| Période         | Période         | Identité                             | Fonction précédente      | Observation                                         |
| --------------- | --------------- | ------------------------------------ | ------------------------ | --------------------------------------------------- |
| 25 février 1848 | 10 mai 1848     | Jacques François Joly                | Député de l'Ariège       | Répresentant de la Haute-Garonne, proscrit en 1852. |
| 18 juin 1848    | 30 octobre 1848 | Jean-Marie Gustave Cazavan           |                          | Nommé préfet de la Vendée                           |
| 6 novembre 1848 | 23 janvier 1849 | Jean Louis Camille Dausse            | Sous-préfet d'Avesnes    | Nommé préfet de l'Isère                             |
| 24 janvier 1849 | 11 mai 1850     | Justin Joseph Delmas                 | préfet de Saône-et-Loire | Secrétaire général du ministère de l'Intérieur      |
| 11 mai 1850     | 7 mars 1851     | Jean Olympie Bouquet, dit « Besson » | Préfet de Maine-et-Loire | Nommé préfet du Nord                                |
| 7 mars 1851     | 26 octobre 1851 | Charlemagne de Maupas                | préfet de l'Allier       | Nommé préfet de police de Paris                     |

## Préfets du Second Empire (1851-1870)
| Période          | Période          | Identité                                   | Fonction précédente       | Observation |
| ---------------- | ---------------- | ------------------------------------------ | ------------------------- | --- |
| 22 novembre 1851 | 26 janvier 1852  | Pierre Marie Pietri                        | préfet de l'Ariège        | Nommé préfet de police |
| 1er février 1852 | 27 avril 1852    | Charles-Wangel Bret                        | préfet de la Loire        | Nommé préfet du Rhône ; sénateur du Second Empire |
| 21 avril 1852    | 4 mars 1853      | Alceste de Chapuys-Montlaville             | Préfet de l'Isère         | Conseiller général du canton de Beaurepaire-en-Bresse (de 1833 à 1839) Conseiller général du canton de Lugny (de 1842 à 1848 et de 1855 à sa mort) Député de Saône-et-Loire (de 1833 à 1848) Préfet de l'Isère (de 1849 à 1852) Sénateur (de 1853 à 1868) Historien |
| 4 mars 1853      | 13 avril 1855    | Jean-Baptiste Stanislas Martial Migneret   | préfet de la Haute-Vienne | Nommé préfet du Bas-Rhin |
| 24 mai 1855      | 3 février 1859   | Auguste-César West                         | Préfet du Bas-Rhin        | Sera (1863) Député |
| 13 février 1859  | 27 décembre 1865 | San-Benedetto Jules Priamar Boselli        | préfet du Loiret          | Nommé préfet de Seine-et-Oise |
| 1er janvier 1866 | 26 janvier 1866  | Charles de La Guéronnière                  | préfet de Saône-et-Loire  | Mort en fonction |
| février 1866     | 23 février 1870  | Henri Pougeard-Dulimbert                   | Préfet d'Indre-et-Loire   | Nommé préfet de la Loire-Inférieure |
| 23 février 1870  | 4 septembre 1870 | Augustin Pierre Marie Le Provost de Launay | Préfet du Calvados        | Député ; sénateur |

## Préfets de la Troisième République (1870-1940)
| Période           | Période           | Identité                                                     | Fonction précédente                                          | Observation |
| ----------------- | ----------------- | ------------------------------------------------------------ | ------------------------------------------------------------ | --- |
| 6 septembre 1870  | 24 mars 1871      | Armand Duportal                                              | journaliste                                                  | Commissaire du gouvernement provisoire ; devient député                                                         |
| 27 mars 1871      | 11 novembre 1871  | Émile, comte de Kératry                                      | Préfet de Police                                             | Nommé préfet des Bouches-du-Rhône                                                                               |
| 25 novembre 1871  | 24 mai 1873       | Charles Ferry                                                | Commissaire du gouvernement en Corse                         | Sera député, sénateur                                                                                           |
| 30 mai 1873       | 24 mai 1874       | Charles Nicolas Welche                                       | Préfet de Lot-et-Garonne                                     | Secrétaire général du ministère de l’Intérieur                                                                  |
| 6 juin 1874       | 6 mars 1875       | Philibert Lombard de Buffières de Rambuteau                  | Préfet du Pas-de-Calais                                      | Nommé conseiller d'État                                                                                         |
| 10 mars 1875      | 11 mai 1877       | Paul William Philip de Cardon de Sandrans, Baron de Sandrans | préfet de la Loire                                           | préfet de la Somme                                                                                              |
| 2 avril 1876      | 22 juin 1877      | Achille Delonne                                              | député du Calvados                                           | Nommé préfet de Meurthe-et-Moselle                                                                              |
| 22 juin 1877      | 18 décembre 1877  | Ernest de Behr                                               | Préfet du Loiret                                             | Demissionne |
| 21 décembre 1877  | 16 février 1879   | Étienne Tenaille-Saligny                                     | Préfet du Pas-de-Calais                                      | Sénateur de la Nièvre                                                                                           |
| 20 mars 1879      | septembre 1881    | Henry Merlin                                                 | Préfet du Jura                                               | Conseiller de préfecture de la Seine                                                                            |
| 17 septembre 1881 | 16 mai 1882       | Raymond Saisset-Schneider                                    | Préfet de la Savoie                                          | Préfet de la Gironde                                                                                            |
| 16 mai 1882       | 25 avril 1885     | Martial Baile                                                | Préfet de Meurthe-et-Moselle                                 | Sera député |
| 12 mai 1885       | 16 novembre 1885  | Jean Paul Glaize                                             | préfet du Puy-de-Dôme                                        | Préfet de la Loire-Inférieure                                                                                   |
| 7 décembre 1885   | 11 novembre 1886  | Léon Bourgeois                                               | Préfet de la Seine                                           | Directeur au ministère de l’Intérieur. Prix Nobel de la paix (1920).                                            |
| 11 novembre 1886  | septembre 1894    | Léon Cohn                                                    | Préfet de la Somme                                           | Préfet de la Loire                                                                                              |
| 22 septembre 1894 | 14 décembre 1895  | Hippolyte Larroche                                           | Préfet de la Loire                                           | Résident général à Madagascar ; sera député de la Sarthe                                                        |
| 18 décembre 1895  | 13 septembre 1897 | Jean-Baptiste Landard                                        | Préfet de Saône-et-Loire                                     | Trésorier-payeur général de Maine-et-Loire                                                                      |
| 1er octobre 1897  | 16 juillet 1898   | Charles Lutaud                                               | Préfet des Côtes-du-Nord                                     | Préfet d'Alger                                                                                                  |
| 25 juillet 1898   | 20 octobre 1911   | Théodore Paul Viguié                                         | Préfet du Finistère                                          | Conseiller d’État                                                                                               |
| 20 octobre 1911   | 20 mars 1915      | Paul Léon Hyérard                                            | Préfet de l’Eure                                             | Préfet de la Loire-Inférieure                                                                                   |
| 27 mars 1915      | 25 juin 1918      | Lucien Saint                                                 | Préfet d'Ille-et-Vilaine                                     | Préfet des Bouches-du-Rhône ; sera sénateur                                                                     |
| 25 juin 1918      | 22 novembre 1920  | Marie Joseph Giraud                                          | Préfet de la Manche                                          | Passe à la retraite                                                                                             |
| 22 octobre 1920   | 12 août 1929      | Paul Second                                                  | Préfet de Meurthe-et-Moselle                                 | |
| 12 août 1929      | 3 février 1934    | Armand Guillon                                               | Directeur au ministère de l’Intérieur (1927-1929)            | (chargé de la direction des services administratifs des départements inondés du Midi) ; préfet de Seine-et-Oise |
| 7 février 1934    | mars 1934         | Yves Jean Marie Pierre Berthoin                              | Directeur de cabinet du ministre des Colonies Albert Sarraut | Nommé directeur de la Sûreté générale Sera ministre de l’Éducation nationale                                    |
| 10 avril          | 12 novembre 1934  | Jean Raymond Fourcade                                        | Préfet de Maine-et-Loire                                     | Nommé préfet de l’Hérault                                                                                       |
| 12 novembre 1934  | 21 septembre 1935 | François Graux                                               | préfet de la Loire                                           | Nommé préfet de la Seine-Inférieure                                                                             |
| 21 septembre 1935 | 13 octobre 1940   | Frédéric Atger                                               | Préfet d'Alger                                               | Passe à la retraite                                                                                             |

## Préfets du régime de Vichy (1940-1944)
| Période          | Période          | Identité                   | Fonction précédente                                                          | Observation |
| ---------------- | ---------------- | -------------------------- | ---------------------------------------------------------------------------- | --- |
| 25 juin 1940     | 6 février 1944   | Léopold Chénaut de Leyritz | Delégué à la présidence du Conseil pour les affaires d’Alsace et de Lorraine | (préfet régional depuis 19 avril 1941) Nommé directeur général du comité de coordination des activités commerciales suspendu à la libération , puis suspension révoqué. |
| 14 novembre 1941 | 17 novembre 1944 | Maurice Georges Bézagu     | Préfet du Lot                                                                | (préfet délégué) ; suspendu à la Libération |
| 24 janvier 1944  | 17 novembre 1944 | André Paul Sadon           |                                                                              | (préfet de région) ; suspendu à la Libération ; mis à la retraite d’office                                                                                              |

## Préfets et commissaires de la République duGPRFet de la Quatrième République (1944-1958)
| Période           | Période            | Identité          | Fonction précédente                                               | Observation |
| ----------------- | ------------------ | ----------------- | ----------------------------------------------------------------- | --- |
| 3 octobre 1943    | 19 août 1944       | Jean Cassou       | ministre de l’Éducation nationale (révoqué par Vichy) ; résistant | Commissaire de la République désigné. Mais ayant été gravement blessé le 19 août 1944, il est remplacé par son suppléant Nommé en 1945 conservateur en chef du musée national d'Art moderne                     |
| 3 octobre 1943    | 29 décembre 1944   | Pierre Bertaux    | professeur aux facultés des lettres de Rennes et de Toulouse      | suppléant de Jean Cassou depuis 3 octobre 1943 assurant l'intérim, puis, à partir du 20 août 1944, titulaire commissaire de la République Nommé directeur de cabinet du ministre des Travaux publics Jules Moch |
| 21 août 1944      | 29 décembre 1944   | Pierre Cassagneau | Receveur percepteur de Toulouse                                   | (Désigné comme préfet par le commissaire du Gouvernement Nommé en 1945 directeur des Journaux officiels |
| 29 décembre 1944  | 4 janvier 1946     | Camille Vernet    | Préfet de l’Eure                                                  | Passe à la retraite |
| 4 janvier 1946    | 26 juin 1947       | Jean Baylot       | Préfet délégué des Basses-Pyrénées                                | Nommé secrétaire général chargé du ravitaillement |
| 26 juin 1946      | 1er septembre 1955 | Émile Pelletier   | Préfet de Seine-et-Marne                                          | Nommé préfet de la Seine Sera ministre de l’Intérieur |
| 23 septembre 1955 | juillet 1958       | Louis Périllier   | Nommé directeur de cabinet du secrétaire d’État à l’Intérieur     | Réintégré à la Cour des comptes |

## Préfets de la Cinquième République (depuis 1958)
Le préfet de Haute-Garonne est de 1964 à 2016 aussi préfet de la région Midi-Pyrénées et depuis 2016 aussi préfet de la région Occitanie.
| Période           | Période          | Identité                        | Fonction précédente                                                                                                 | Observation |
| ----------------- | ---------------- | ------------------------------- | --- | --- |
| 21 août 1958      | novembre 1960    | Jean Morin                      | Préfet de Maine-et-Loire                                                                                            | Nommé délégué général en Algérie                                                                                                |
| 16 décembre 1960  | 12 juillet 1967  | Roger Moris                     | Secrétaire général aux affaires algériennes                                                                         | (premier préfet de la région Midi-Pyrénées). Nommé président de l’agence financière de bassin Adour-Garonne                     |
| 1er août 1967     | 1er février 1970 | Alexandre Stirn                 | préfet d’Ille-et-Vilaine                                                                                            | Nommé conseiller maitre à la Cour des comptes                                                                                   |
| 1er février 1970  | 5 juillet 1972   | Pierre Doueil                   | Préfet de région Poitou-Charentes, préfet de la Vienne                                                              | Directeur de cabinet du Premier ministre Pierre Messmer                                                                         |
| 21 août 1972      | 20 mars 1974     | André Chadeau                   | Préfet de région Franche-Comté, préfet du Doubs                                                                     | Nommé délégué à l’aménagement du territoire et à l’action régionale                                                             |
| 15 juin 1974      | 5 février 1979   | Tony Roche (haut fonctionnaire) | Préfet de région Champagne-Ardenne, préfet de la Marne                                                              | Nommé chargé de mission pour le Plan Sud-Ouest                                                                                  |
| 5 février 1979    | 23 août 1984     | Jacques Corbon                  | Préfet de région Limousin, préfet de la Haute-Vienne                                                                | Nommé préfet de région Rhône-Alpes, préfet du Rhône                                                                             |
| 14 septembre 1984 | 15 août 1986     | Claude Bussière                 | Directeur de cabinet de Gaston Defferre                                                                             | Nommé préfet de région Lorraine, préfet de la Moselle                                                                           |
| 11 août 1986      | 28 avril 1989    | Christian Dablanc               | Préfet de région Alsace, préfet du Bas-Rhin                                                                         | |
| 28 avril 1989     | 24 janvier 1992  | Jean Coussirou                  | Préfet de région Poitou-Charentes, préfet de la Vienne                                                              | Nommé directeur de l’ENA |
| février 1992      | avril 1992       | Yvon Ollivier                   | Directeur de cabinet du ministre de l’Intérieur Paul Quilès                                                         | Nommé préfet de région Provence-Alpes-Côte d’Azur, préfet des Bouches-du-Rhône                                                  |
| avril 1992        | avril 1999       | Alain Bidou                     | Préfet de région Corse, préfet de Corse-du-Sud                                                                      | Mort en fonction |
| 17 mai 1999       | 9 septembre 2000 | Bernard Boucault                | Préfet de la Seine-Saint-Denis                                                                                      | Nommé directeur de cabinet du ministre de l’Intérieur Daniel Vaillant                                                           |
| octobre 2000      | septembre 2003   | Hubert Fournier                 | Préfet de région Basse-Normandie, préfet du Calvados                                                                | Nommé ambassadeur au Kenya |
| septembre 2003    | août 2006        | Jean Daubigny                   | Préfet de région Champagne-Ardenne , préfet de la Marne                                                             | Nommé préfet de région Bretagne, préfet d’Ille-et-Vilaine                                                                       |
| 28 août 2006      | juillet 2007     | André Viau                      | Préfet des Pyrénées-Atlantiques                                                                                     | Nommé directeur de cabinet du ministre de la Défense                                                                            |
| 14 juillet 2007   | avril 2008       | Jean-François Carenco           | Préfet de région Haute-Normandie, préfet de la Seine-Maritime                                                       | Nommé directeur de cabinet du ministre de l’Écologie, de l’Énergie, du Développement durable et de l’Aménagement du territoire. |
| 24 avril 2008     | 8 avril 2011     | Dominique Bur                   | préfet de région Bourgogne, préfet de la Côte-d’Or                                                                  | Nommé préfet de région Nord-Pas-de-Calais, préfet du Nord                                                                       |
| 8 avril 2011      | 12 juin 2014     | Henri-Michel Comet              | Secrétaire général du ministère de l'intérieur, de l'outre-mer, des collectivités territoriales et de l'immigration | Nommé préfet de région Pays de Loire, préfet de la Loire-Atlantique                                                             |
| 12 juin 2014      | 24 octobre 2018  | Pascal Mailhos                  | Préfet de région Bourgogne, préfet de la Côte-d'Or                                                                  | Dernier préfet de région Midi-Pyrénées. Premier préfet (1er janvier 2016) de la nouvelle region Occitanie                       |
| 24 octobre 2018   | 11 janvier 2023  | Étienne Guyot                   | Directeur général de la chambre de commerce et d'industrie de région Paris - Île-de-France                          | Nommé préfet de région Nouvelle Aquitaine, préfet de la Gironde                                                                 |
| 11 janvier 2023   |                  | Pierre-André Durand             | Préfet de région Normandie, préfet de la Seine-Maritime                                                             | |